# Catasetum cernuum
Catasetum cernuum es una especie de orquídea epifita, originaria de Sudamérica.

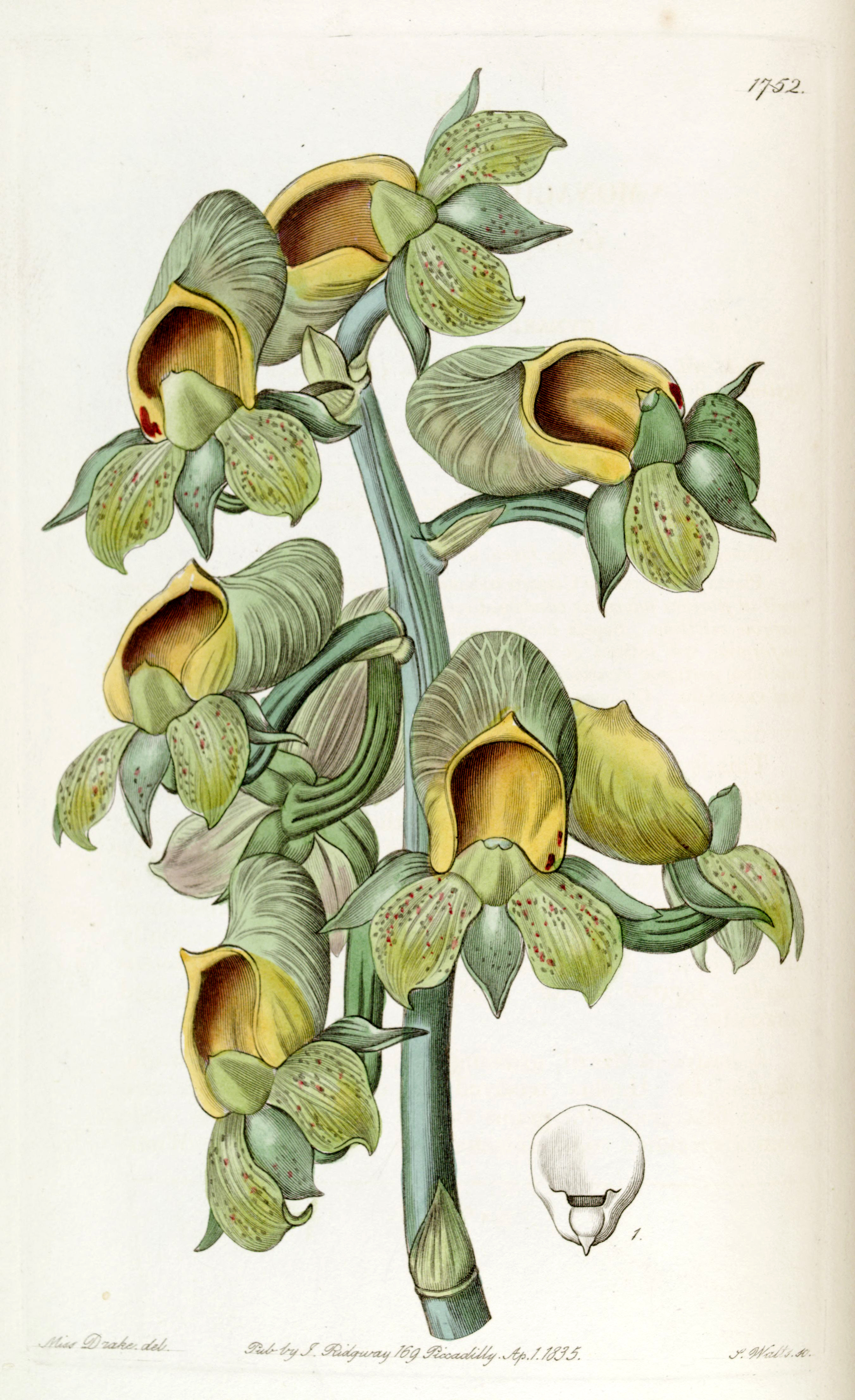
Ilustración

## Descripción
Es una orquídea de tamaño mediano, que prefiere el clima cálido, es epífita con pseudobulbos fusiformes agrupados, que llevan 6-8 hojas medianas de color verde,  oblanceoladas. Florece en la primavera y el verano en una inflorescencia basal, de 30 cm de largo, con 10 a 15 flores de 3,75 cm de ancho, arqueada en forma de racimo colgante que surge de un pseudobulbo de reciente formación. Requiere de noches frías en invierno y moderada sombra.

## Distribución y hábitat
Esta especie se encuentra en Trinidad y Tobago, Venezuela y los estados de Sao Paulo, Río de Janeiro y Minas Gerais, de Brasil en los bosques en las laderas a una altitud de 200 a 1500 metros.

## Taxonomía
Catasetum cernuum fue descrito por (Lindl.) Rchb.f. y publicado en Annales Botanices Systematicae 6: 570. 1863.
Etimología
Ver: Catasetum
cernuum: epíteto latino que significa "con cabeceo".
Sinonimia
- Myanthus cernuus Lindl. (1832) (Basionymum)
- Monachanthus viridis Lindl. (1832)
- Catasetum trifidum Hook. (1833)
- Catasetum viride (Lindl.) Lindl. (1841)
- Catasetum umbrosum Barb.Rodr. (1877)
- Catasetum cernuum var. umbrosum (Barb.Rodr.) Cogn. (1902)
- Catasetum cernuum var. revolutum Cogn. (1906)
- Catasetum cernuum var. typum Hoehne (1942)[4]